# Medal „Za odbudowę kopalni węgla Donbasu”
Medal „Za odbudowę kopalni węgla Donbasu” (ros. Медаль «За восстановление угольных шахт Донбасса») – radziecki medal cywilny.
Medal został ustanowiony dekretem Rady Najwyższej ZSRR z 10 września 1947 roku dla nagrodzenia osób zasłużonych w odbudowie kopalni Donbasu, statut został częściowo zmieniony dekretem z dnia 23 czerwca 1951 roku.

## Zasady nadawania
Zgodnie z dekretem z dnia 10 września 1947 roku uprawnionymi do otrzymania medalu byli robotnicy, inżynierowie, urzędnicy i pracownicy przedsiębiorstw, którzy zasłużyli się w pracy w czasie odbudowy zniszczonych w trakcie wojny kopalni węgla na terenie Donbasu.
Łącznie nadano ok. 46 tys. medali.

## Opis odznaki
Odznakę stanowi okrągły krążek wykonany z mosiądzu o średnicy 32 mm. 
Na awersie znajduje się wizerunek szybu kopalni z flagą na szczycie, z boku postać górnika z młotem pneumatycznym, tło stanowi słońce z rozchodzącymi się promieniami. W dolnej części wieniec laurowy, w górnej napis ЗА ВОССТАНОВЛЕНИЕ УГОЛЬНЫХ ШАХТ ДОНБАССА (pol. „Za Odbudowę Kopalni Donbasu”).
Na rewersie w górnej części sierp i młot, a pod nim napis ТРУД В СССР – ДЕЛО ЧЕСТИ (pol. „Praca w ZSRR – to sprawa honoru”).
Medal zawieszony był na pięciokątnej blaszce obciągniętej wstążką koloru żółtego szer. 24 mm (kolor czerwonego złota), wzdłuż krawędzi wąskie paski koloru czarnego, w środku dwa paski koloru czarnego o szer. 4 mm.